# En-tarah-ana
En-tarah-ana de Kish fue el cuarto rey sumerio de la primera dinastía de Kish (después de ca. 2900 BC), según la Lista Real Sumeria.